# Точка обману
«Точка обману» (англ. Deception Point) — роман американського письменника Дена Брауна. Вперше був опублікований у 2001.

## Сюжет
Головна героїня роману — Рейчел Секстон, 35-літня співробітниця Національного Розвідувального Управління США. Раптово її викликає бос, Вільям Пікерінг. Вона — донька американського сенатора Седжвіка Секстона, що є опонентом діючого президента США Зака Герні. Пікерінг повідомляє їй, що її запрошено до Білого Дому. Її хоче бачити президент.

## Переклад українською
Українською мовою роман вперше вийшов 2010 року у видавництві «Клуб сімейного дозвілля» у перекладі Володимира Горбатька. Друге видання у 2014 році (додатковий наклад 2015, 2017).
- Ден Браун. Точка обману. Переклад з англійської: Володимир Горбатько. Харків: КСД, 2010. 526 стор. ISBN 978-966-14-0912-4